# Jan Muzyka
Jan Muzyka (ur. 11 marca 1960 w Umieszczu) – polski kolarz, medalista mistrzostw Polski, reprezentant Polski.

## Życiorys
Karierę sportową rozpoczął w klubie LZS Jasło, następnie reprezentował barwy Tęczy-Plon Rzeszów i Legii Warszawa. Z Legią wywalczył brązowy medal mistrzostw Polski w wyścigu drużynowym na 100 km. W 1982 wystąpił na mistrzostwach świata, zajmując 17. miejsce w wyścigu drużynowym na 100 km. Jego największym sukcesem w karierze było zwycięstwo w Małopolskim Wyścigu Górskim w 1982. W połowie lat 80. startował w barwach francuskiego US Creteil. Zakończył karierę w 1986 z powodu kontuzji.
Od 2002 jest radnym Rady Powiatu w Jaśle, w latach 2006-2010 był członkiem zarządu powiatu jasielskiego. Tę ostatnią funkcję sprawuje ponownie od listopada 2015. Od 2019 etatowy członek zarządu. Jest także sołtysem wsi Umieszcz. W 2025 odznaczony przez Prezydenta RP Srebrnym Krzyżem Zasługi za zasługi w działalności na rzecz samorządu terytorialnego.